# Festival olympique d'hiver de la jeunesse européenne 2013
Navigation
2011 2013
Le Festival olympique d'hiver de la jeunesse européenne 2013 est la XIIIe édition du Festival olympique d'hiver de la jeunesse européenne. Il se déroule du 17 au 22 février 2013 à Brașov, en Roumanie.

## Disciplines
Huit sports sont programmés pour cette édition :
- Biathlon
- Hockey sur glace
- Patinage artistique
- Patinage de vitesse sur piste courte
- Saut à ski
- Ski alpin
- Ski de fond
- Snowboard

## Nations participantes
45 nations participent à ce Festival :
- Allemagne
- Albanie
- Andorre
- Arménie
- Autriche
- Biélorussie
- Belgique
- Bosnie-Herzégovine
- Bulgarie
- Croatie
- Chypre
- Danemark
- Espagne
- Estonie
- Finlande
- France
- Géorgie
- Grande-Bretagne
- Grèce
- Hongrie
- Irlande
- Islande
- Italie
- Lettonie
- Liechtenstein
- Lituanie
- Luxembourg
- Macédoine
- Monaco
- Monténégro
- Norvège
- Pays-Bas
- Pologne
- République tchèque
- Roumanie
- Russie
- Saint-Marin
- Serbie
- Slovaquie
- Slovénie
- Suède
- Suisse
- Turquie
- Ukraine

## Résultats

### Biathlon

#### Garçons
| Épreuves   | Or                      | Argent                | Bronze               |
| ---------- | ----------------------- | --------------------- | -------------------- |
| Individuel | Dominic Reiter (GER)    | Anthony Benoit (FRA)  | Viktor Plitcev (RUS) |
| Sprint     | Émilien Jacquelin (FRA) | Lars-Erik Weick (GER) | Viktar Kryuko (BLR)  |

#### Filles
| Épreuves   | Or                       | Argent                      | Bronze                      |
| ---------- | ------------------------ | --------------------------- | --------------------------- |
| Individuel | Marion Deigentesch (GER) | Gabrielė Leščinskaitė (LTU) | Tuuli Tomingas (EST)        |
| Sprint     | Kinga Mitoraj (POL)      | Dorottya Búzás (ROU)        | Anastasiya Merkushyna (UKR) |

#### Relais mixte
| Épreuves    | Or                                                                            | Argent                                                                  | Bronze                                                                 |
| ----------- | ----------------------------------------------------------------------------- | ----------------------------------------------------------------------- | ---------------------------------------------------------------------- |
| Par équipes | Ukraine Anastasiya Merkushyna Anastasiya Nychyporenko Anton Myhda Maksym Ivko | Allemagne Marion Deigentesch Anna Weidel Dominic Reiter Lars-Erik Weick | Autriche Simone Kupfner Julia Schwaiger Patrick Wallinger Fabian Ulmer |

### Hockey sur glace
| Épreuves    | Or       | Argent | Bronze |
| ----------- | -------- | ------ | ------ |
| Par équipes | Finlande | Russie | Suisse |

### Patinage artistique

#### Garçons
| Épreuves   | Or                  | Argent                | Bronze              |
| ---------- | ------------------- | --------------------- | ------------------- |
| Individuel | Adyan Pitkeev (RUS) | Yaroslav Paniot (UKR) | Adrien Tesson (FRA) |

#### Filles
| Épreuves   | Or                      | Argent              | Bronze                       |
| ---------- | ----------------------- | ------------------- | ---------------------------- |
| Individuel | Maria Stavitskaia (RUS) | Anaïs Ventard (FRA) | Maria Katharina Herceg (GER) |

### Patinage de vitesse sur piste courte

#### Garçons
| Épreuves | Or                     | Argent                | Bronze                 |
| -------- | ---------------------- | --------------------- | ---------------------- |
| 500 m    | Denis Aïrapetian (RUS) | Emil Imre (ROU)       | Palla Leonardo (ITA)   |
| 1 000 m  | Emil Imre (ROU)        | Tristan Navarro (FRA) | Denis Aïrapetian (RUS) |
| 1 500 m  | Tristan Navarro (FRA)  | Daniil Zasosov (RUS)  | Yoann Martinez (FRA)   |

#### Filles
| Épreuves | Or                      | Argent                | Bronze                    |
| -------- | ----------------------- | --------------------- | ------------------------- |
| 500 m    | Sofia Prosvirnova (RUS) | Kathryn Thomson (GBR) | Nicole Botter-Gomez (ITA) |
| 1 000 m  | Sofia Prosvirnova (RUS) | Anna Kalinina (RUS)   | Aurélie Monvoisin (FRA)   |
| 1 500 m  | Sofia Prosvirnova (RUS) | Anna Kalinina (RUS)   | Oliwia Gawlica (POL)      |

#### Mixte
| Épreuves       | Or                                                                      | Argent                                                                     | Bronze                                                                         |
| -------------- | ----------------------------------------------------------------------- | -------------------------------------------------------------------------- | ------------------------------------------------------------------------------ |
| Relais 3 000 m | France Margaux Maurice Aurélie Monvoisin Yoann Martinez Tristan Navarro | Italie Nicole Botter-Gomez Gloria Malfatti Damiano Giuliani Leonardo Palla | Pologne Oliwia Gawlica Magdalena Warakomska Grzegorz Gawryluk Krystian Korecki |

### Saut à ski

#### Garçons
| Épreuves    | Or                                                               | Argent                                                              | Bronze                                                                |
| ----------- | ---------------------------------------------------------------- | ------------------------------------------------------------------- | --------------------------------------------------------------------- |
| Individuel  | Cene Prevc (SVN)                                                 | Anže Lanišek (SVN)                                                  | Thomas Hofer (AUT)                                                    |
| Par équipes | Slovénie Nejc Seretinek Cene Prevc Florjan Jelovčan Anže Lanišek | Allemagne Paul Winter Julian Hahn Thomas Dufter Sebastian Bradatsch | Autriche Maximilian Steiner Mario Mendel Simon Greiderer Thomas Hofer |

#### Filles
| Épreuves    | Or                                                                                           | Argent                                                                 | Bronze                                                                        |
| ----------- | -------------------------------------------------------------------------------------------- | ---------------------------------------------------------------------- | ----------------------------------------------------------------------------- |
| Individuel  | Anna Rupprecht (GER)                                                                         | Sonja Schoitsch (AUT)                                                  | Lena Selbach (GER)                                                            |
| Par équipes | République tchèque Karolina Indrackova Michaela Rajnochova Natálie Dejmková Barbora Blažková | Allemagne Celina Dollberg Carina Wursthorn Lena Selbach Anna Rupprecht | Russie Alina Bobrakova Aysylu Fakhertdinova Alena Sutiagina Kristina Zakirova |

#### Mixte
| Épreuves    | Or                                                                      | Argent                                                      | Bronze                                                                       |
| ----------- | ----------------------------------------------------------------------- | ----------------------------------------------------------- | ---------------------------------------------------------------------------- |
| Par équipes | Allemagne Lena Selbach Anna Rupprecht Thomas Dufter Sebastian Bradatsch | Slovénie Anja Javoršek Julija Sršen Anže Lanišek Cene Prevc | Autriche Elisabeth Raudaschl Sonja Schoitsch Maximilian Steiner Thomas Hofer |

### Ski alpin

#### Garçons
| Épreuves     | Or                      | Argent                   | Bronze            |
| ------------ | ----------------------- | ------------------------ | ----------------- |
| Slalom géant | Manuel Annewanter (AUT) | Mathias Elmar Graf (AUT) | Élie Gateau (FRA) |
| Slalom       | Štefan Hadalin (SVN)    | Aljaž Dvornik (SVN)      | Élie Gateau (FRA) |

#### Filles
| Épreuves     | Or                           | Argent               | Bronze               |
| ------------ | ---------------------------- | -------------------- | -------------------- |
| Slalom géant | Verena Gasslitter (ITA)      | Roberta Melesi (ITA) | Christina Ager (AUT) |
| Slalom       | Nora Grieg Christensen (NOR) | Christina Ager (AUT) | Saša Brezovnik (SVN) |

#### Mixte
| Épreuves    | Or | Argent | Bronze                                                                                        |
| ----------- | --- | --- | --------------------------------------------------------------------------------------------- |
| Par équipes | Autriche Christina Ager Elisabeth Reisinger Theresa Steinlechner Manuel Annewanter Mathias Elmar Graf Marco Schwarz | Italie Nicol Delago Veronica Olivieri Verena Gasslitter Hannes Zingerle Tommaso Sala Frederico Liberatore | Suisse Vanessa Kasper Julie Dayer Elena Stoffel Sandro Simonet Niels Hintermann Janic Hofmann |

### Ski de fond

#### Garçons
| Épreuves         | Or                       | Argent                      | Bronze                   |
| ---------------- | ------------------------ | --------------------------- | ------------------------ |
| 7,5 km classique | Aleksey Chervotkin (RUS) | Ole Jørgen Bruvoll (NOR)    | Marius Cebulla (GER)     |
| 10 km libre      | Aleksey Chervotkin (RUS) | Evgeniy Vakhrushev (RUS)    | Ole Jørgen Bruvoll (NOR) |
| Sprint           | Aksel Rosenvinge (NOR)   | Eirik Sverdrup Augdal (NOR) | Lauri Vuorinen (FIN)     |

#### Filles
| Épreuves       | Or                     | Argent                  | Bronze                  |
| -------------- | ---------------------- | ----------------------- | ----------------------- |
| 5 km classique | Anastasia Sedova (RUS) | Victoria Carl (GER)     | Natalia Nepryaeva (RUS) |
| 7,5 km libre   | Victoria Carl (GER)    | Anastasia Sedova (RUS)  | Anamarija Lampič (SVN)  |
| Sprint         | Victoria Carl (GER)    | Natalia Nepryaeva (RUS) | Anamarija Lampič (SVN)  |

#### Relais mixte
| Épreuves    | Or                                                                             | Argent                                                                 | Bronze                                                                             |
| ----------- | ------------------------------------------------------------------------------ | ---------------------------------------------------------------------- | ---------------------------------------------------------------------------------- |
| Par équipes | Russie Alexander Bakanov Natalia Nepryaeva Aleksey Chervotkin Anastasia Sedova | Allemagne Adrian Schuler Katharina Hennig Marius Cebulla Victoria Carl | Norvège Eirik Sverdrup Augdal Lotta Udnes Weng Ole Jørgen Bruvoll Tiril Udnes Weng |

### Snowboard

#### Garçons
| Épreuves               | Or                         | Argent                  | Bronze                 |
| ---------------------- | -------------------------- | ----------------------- | ---------------------- |
| Cross                  | Jérôme Lymann (SUI)        | Luca Hämmerle (AUT)     | Sandro Perrenoud (SUI) |
| Slalom géant parallèle | Vladislav Shkurikhin (RUS) | Oskar Kwiatkowski (POL) | Jure Retuznik (SVN)    |

#### Filles
| Épreuves               | Or                     | Argent                    | Bronze                   |
| ---------------------- | ---------------------- | ------------------------- | ------------------------ |
| Cross                  | Juliette Lefèvre (FRA) | Francesca Gallina (ITA)   | Katharina Neussner (AUT) |
| Slalom géant parallèle | Elisa Profanter (ITA)  | Carolin Langenhorst (GER) | Michelle Dekker (NED)    |